# 9715 Paolotanga
9715 Paolotanga è un asteroide della fascia principale. Scoperto nel 1975, presenta un'orbita caratterizzata da un semiasse maggiore pari a 3,1644787 au e da un'eccentricità di 0,0518364, inclinata di 9,54898° rispetto all'eclittica.
L'asteroide è dedicato all'astronomo italiano Paolo Tanga.